# Штормовое предупреждение
«Штормовое предупреждение» (укр. Штормове попередження) — восьмий студійний альбом гурту Flëur, випущений 21 жовтня 2014 року незалежним лейблом Cardiowave на компакт-диску (діджипак) та вінілі. Виходу альбому передував випуск синглу «Знаки», який відбувся на початку березня.
За традицією гроші на видання альбому гурт збирав у рамках краудфандингової акції, яка тривала з 1 червня по 15 вересня 2014 року.
До альбому «Штормовое предупреждение» увійшли як уже відомі пісні («Железо поёт», «Кислород», «После кораблекрушения», «Рамки», «Утешитель», «Магия»), які виконувалися на концертах 2013 і 2014 років, так і нові композиції («Мы летали», «Тростник», «Зеркальный портал», «Черта»).

## Список композицій

### CD
| #   | Назва                   | Автор              | Тривалість |
| --- | ----------------------- | ------------------ | ---------- |
| 1.  | «Интро»                 |                    | 0:16       |
| 2.  | «Железо поёт»           | Ольга Пулатова     | 4:42       |
| 3.  | «Мы летали»             | Олена Войнаровська | 4:57       |
| 4.  | «Кислород»              | Ольга Пулатова     | 6:14       |
| 5.  | «После кораблекрушения» | Олена Войнаровська | 5:20       |
| 6.  | «Рамки»                 | Ольга Пулатова     | 5:11       |
| 7.  | «Тростник»              | Олена Войнаровська | 6:44       |
| 8.  | «Утешитель»             | Ольга Пулатова     | 5:19       |
| 9.  | «Зеркальный портал»     | Олена Войнаровська | 5:19       |
| 10. | «Магия»                 | Ольга Пулатова     | 5:25       |
| 11. | «Черта»                 | Олена Войнаровська | 5:35       |

### Вініл
| #   | Назва                   | Тривалість |
| --- | ----------------------- | ---------- |
| 1.  | «Железо поёт»           | 4:42       |
| 2.  | «Мы летали»             | 4:57       |
| 3.  | «Кислород»              | 6:14       |
| 4.  | «После кораблекрушения» | 5:20       |
| 5.  | «Рамки»                 | 5:11       |
| 6.  | «Тростник»              | 6:44       |
| 7.  | «Утешитель»             | 5:19       |
| 8.  | «Зеркальный портал»     | 5:19       |
| 9.  | «Магия»                 | 5:25       |
| 10. | «Черта»                 | 5:35       |

### Сингл
14 березня 2014 року до альбому «Штормовое предупреждение» було випущено сингл «Знаки», який включає три пісні. Сингл був записаний на студіях «Веселий вітер» і «Gerbarek Records» в Одесі та на студії гурту Магелланово облако у Москві. Обкладинку синглу прикрашають малюнки Олени Войнаровської
| #  | Назва           | Тривалість |
| -- | --------------- | ---------- |
| 1. | «Божья коровка» | 3:13       |
| 2. | «Утешитель»     | 5:27       |
| 3. | «Возвращение»   | 6:44       |

Пісня «Утешитель» ввійшла до альбому «Штормовое предупреждение» в іншому вигляді, ніж на синглі.
Пісня «Божья коровка» була написана Оленою Войнаровською у серпні 2013 року на прохання благодійного фонду. Цю пісню вона виконувала разом з Сашком Пікульським у рамках спільної акції з благодійним фондом для допомоги хворим дітям, але на сингл увійшла версія без вокалу Сашка.

## Учасники запису

### Музиканти зі складу гурту
- Ольга Пулатова — вокал (2, 4, 6, 8, 10), фортепіано
- Олена Войнаровська — вокал (3, 5, 7, 9, 11), гітара, металофон[en], запис, редакція, фото
- Катерина Котєльнікова — синтезатор, фортепіано, бек-вокал, фото
- Анастасія Кузьміна — скрипка, ерху
- Олексій Ткачевський — барабани
- Євген Чеботаренко — бас-гітара
- Андрій Басов — електрогітара

### Запрошені музиканти
- Олег Митрофанов — гітари («Мы летали», «После кораблекрушения», «Зеркальный портал»)
- Сергій Дворецький — електрогітара («Тростник»), флейта і мелотрон (сингл)
- Дарія Богословська — віолончель («Тростник», «Божья коровка»)
- Вікторія Баранова — віолончель («После кораблекрушения», «Зеркальный портал»)
- Зоя Рудько — саксофон («Мы летали»)
- Наталя Хмелевська — віолончель («Возвращение»)

### Аранжування
- Катерина Котельнікова
- Олена Войнаровська
- Ольга Пулатова
- Олексій Ткачевський
- Анастасія Кузьміна
- Євген Чеботаренко
- Андрій Басов
- Дмитро Вєков
- Владислав Міцовський
- Олексій Нагорних
- Олег Митрофанов

### Технічний персонал
- Олексій Нагорних — запис, редакція, зведення[en], мастеринг
- Владислав Міцовський — дизайн, менеджмент, продюсування
- Дмитро Вєков — менеджмент, продюсування
- Анна Єгіна — адміністрування і координація
- Сергій Ляшков — адміністрування і координація
- Софі Черних — фото
- Яна Ланде — фото
- Анна Мар'їна — дизайн синглу

## Додаткова інформація
- Спочатку альбом планували назвати «Сумрачные цветы», але ближче до завершення роботи над альбомом було вирішено назвати його «Штормовое предупреждение», оскільки ця назва на думку музикантів точніше передає його суть та настрій[5]
- Пісня «Магия» була написана під враження від прогулянок на безлюдному узбережжі, де авторку застав шторм. Усі куплети ілюструють вправи по накопиченню енергії[6]
- Пісня «Зеркальний портал» написана про ангела, який, як вірить авторка, захищає її в найтяжчі моменти життя[6]
- Пісня «Железо поёт» стала єдиною піснею з альбому, яка потрапила у ротацію на радіостанціях[7]